# Gmina Perry (hrabstwo Davis)

Położenie Gminy Perry w hrabstwie Davis

Gmina Perry (ang. Perry Township) – gmina w USA, w stanie Iowa, w hrabstwie Davis. Według danych z 2000 roku gmina miała 333 mieszkańców, a jej powierzchnia wynosi 75,48 km².